# Liste der Bodendenkmale in Kasseedorf
In der Liste der Bodendenkmale in Kasseedorf sind die Bodendenkmale der Gemeinde Kasseedorf nach dem Stand der Bodendenkmalliste des Archäologischen Landesamts Schleswig-Holstein von 2016 aufgelistet. Die Baudenkmale sind in der Liste der Kulturdenkmale in Kasseedorf aufgeführt.
| Denkmal-ID           | Befundart          | Bezeichnung                        | Zeitstellung                            | Lage | Bemerkungen | Bild |
| -------------------- | ------------------ | ---------------------------------- | --------------------------------------- | ---- | ----------- | ---- |
| aKD-ALSH-Nr. 002 094 | Befestigung > Burg | Burg/Motte/Ringwall/Turmhügel      | Mittelalter                             |      |             |      |
| aKD-ALSH-Nr. 002 095 | Befestigung > Wall | Landwehr/Wall/Schanze/Panzergraben | Frühgeschichte, Neuzeit, Zeitgeschichte |      |             |      |